# 谷水力
谷水 力（たにみず りき、1996年10月16日 - ）は、日本の俳優・タレント。福岡県出身。サンミュージックブレーン所属。

## 略歴
2014年、第27回『ジュノン・スーパーボーイ・コンテスト』ファイナリストをきっかけに芸能界入りを果たす。
2015年、ドラマ『セレンディピティ物語〜新しい自分に出会う旅〜』の相沢リョウ役で初主演およびドラマ初出演。
2016年、舞台『あんさんぶるスターズ! オン・ステージ』の衣更真緒役で舞台初出演。
2017年より俳優ユニット『SUNPLUS』所属となる。

## 人物
- 身長174cm、体重56kg、靴27cm[2]。
- 特技はバスケットボール、弓道、ギター[5][2]。

## 出演

### テレビ番組
- 「オンナの解放区」今日から・・・好きになってもいいデスカ （2015年5月29日、BSジャパン）
- 猫のひたいほどワイド（2016年4月 - 2021年3月、テレビ神奈川） - レギュラー・水曜レポーター（2018年3月まで）→月曜レポーター（2018年4月から）[6]
- 青春！LiveChannel（2017年5月10日、テレビ東京）
- あざとくて何が悪いの？（2021年8月28日、テレビ朝日系列）

### ドラマ
- セレンディピティ物語〜新しい自分に出会う旅〜 博多―大阪編（2015年、毎日放送） - 主演・相沢リョウ役[1]
- 御茶ノ水ロック（2018年）藤瀬和也 役[7]

### 映画
- ファストブレイク（2024年11月22日） - 家長卓也 役[8][9]

### 舞台
- あんさんぶるスターズ!シリーズ - 衣更真緒 役
  - オン・ステージ（2016年6月18日 - 26日、AiiA 2.5Theater Tokyo[3]）
  - オン・ステージ 〜Take your marks!〜（2017年1月5日 - 15日、AiiA 2.5 Theater Tokyo/1月25日 - 29日、梅田芸術劇場 シアター・ドラマシティ[10]）
  - オン・ステージ〜To the shining future〜（2018年1月19日 - 21日、梅田芸術劇場 シアター・ドラマシティ / 1月25日 - 2月5日、シアター1010）[11]
  - あんステフェスティバル（2018年9月22日 - 24日、横浜文化体育館 / 9月26日 - 27日、神戸ワールド記念ホール）
  - エクストラ・ステージ～Night of Blossoming Stars～（2019年12月28日 - 2020年2月1日、日本青年館ホール 他）
  - THE STAGE -Track to Miracle-（2022年2月19日 - 27日、日本青年館ホール / 3月4日 - 13日、AiiA 2.5 Theater Kobe）
  - THE STAGE -Witness of Miracle-（2022年10月7日 - 11月6日、品川プリンスホテル ステラボール 他）
  - THE STAGE -Party Live-（2023年3月25日・26日、ぴあアリーナMM）[12]
- 舞台 弱虫ペダルシリーズ - 真波山岳 役
  - 〜箱根学園新世代、始動〜（2016年9月30日 - 10月2日、TOKYO DOME CITY HALL/10月7日 - 10日、オリックス劇場）[13]
  - 新インターハイ篇〜スタートライン〜（2017年2月25日・26日、オリックス劇場/3月4日 - 12日、TOKYO DOME CITY HALL[14]）
  - 新インターハイ篇〜ヒートアップ〜（2017年10月19日 - 23日、天王洲銀河劇場/10月26日 - 29日、大阪メルパルクホール[15]）
- 御茶ノ水ロック（2018年3月 - 4月、AiiA 2.5 Theater Tokyo）- 藤瀬和也 役[16]
- 音楽活劇「SHIRANAMI」（2019年1月11日 - 29日、新国立劇場 中劇場）- 読売 役
- 俺たちマジ校デストロイ（2019年3月、シアター1010）- 主演・皆瀬友（トモ） 役[17]
- 舞台『刀剣乱舞』 - 南泉一文字 役
  - 慈伝 日日の葉よ散るらむ（2019年6月14日 - 8月4日、品川プリンスホテル ステラボール 他）[18]
  - 七周年感謝祭 -夢語刀宴會-（ゆめがたりかたなのうたげ）（2023年8月4日 - 6日、幕張メッセ 幕張イベントホール）[19]
- SUNPLUS第1回舞台公演「SUMMER BAZAAR」（2019年10月18日 - 27日、新宿村LIVE）- 小山内正人 役[20]
- 真夜中のオカルト公務員（2020年10月29日 - 11月7日、新宿FACE）- 主演・宮古新 役[21]
- 地縛少年花子くん-The Musical-（2021年1月22日 - 24日、COOL JAPAN PARK OSAKA TTホール / 1月28日 - 31日、東京ドームシティ シアターGロッソ）- 源光 役[22]
- 舞台『盾の勇者の成り上がり』延期公演（2021年7月15日 - 25日、シアターサンモール）- 天木錬 役[23]
- 蜜蜂のクビレ（2021年11月17日 - 28日、赤坂RED/THEATER）- 阿諏訪卓 役[24]
- ラブ・コメディ「夏の夜の夢」（2021年12月18日・19日、名古屋市芸術創造センター / 12月22日 - 26日、東京芸術劇場 シアターイースト）- パック 役[25]
- アニドルカラーズ キュアステージ -Jump to the Future-（2022年5月27日 - 31日、オルタナティブシアター）- 千堂勝利 役[26]
- 舞台「青少年アシベ」（2022年7月13日 - 17日、⼤⼿町三井ホール）- 麻原遊馬 役[27]
- 劇団ココロゴス 第2回公演（2022年8月6日、KFCホール）- 劇団員候補（ゲスト）[28]
- 新感覚恋愛×マーダーミステリー劇『Love Letter for You』（2022年9月5日、EX THEATER ROPPONGI）- 伊藤隆 役[29]
- ミュージカル『ウインドボーイズ！』（2022年12月22日 - 27日、シアター1010）- 清嶋桜晴 役[30]
- 方南ぐみ企画公演 朗読劇「おさんぽ」（2023年2月1日、俳優座劇場）[31]
- SEPT presents『FATALISM ≠ Re:Another story』（2023年2月18日 - 26日、こくみん共済coopホール/スペース・ゼロ）- 蓮 役[32]
- RISU PRODUCE vol.27「僕らが見た東京の空は」（2023年4月19日 - 23日、赤坂RED/THEATER）- 橋口直樹 役[33]
- ボクノロワイヤル〜髪の毛同士の戦闘絵巻〜（2023年6月7日 - 12日、CBGKシブゲキ!!）- ソクトウノカミ 役[34]
- ロンドンコメディ Run For Your Wife（2023年7月12日、あうるすぽっと） - 新聞記者 役（日替わりゲスト）[35]
- 悪を絶って、愛と死す（2023年7月26日 - 30日、CBGKシブゲキ!!） - 快（カイ） 役[36]
- バクテン!! The Stage（2023年10月22日 - 29日、ニッショーホール） - 亘理光太郎 役[37]
- 舞台「鬼神の影法師」-黎明篇-（2023年11月29日 - 12月6日、あうるすぽっと） - 津守玲志 役[38]
  - 舞台「鬼神の影法師」-玲瓏万華篇-（2024年6月13日 - 23日、あうるすぽっと）[39]
  - 舞台「鬼神の影法師」-千年双月篇-（2025年1月9日 - 21日、あうるすぽっと）[40][41]
  - 舞台「鬼神の影法師」-陰陽寮篇-（2025年10月16日 - 26日〈予定〉、新宿LIVE）[42]
- 方南ぐみ企画公演『帰ってこい! 伊賀の花嫁 その六』そうだ! We're Alive編（2024年1月17日 - 21日、俳優座劇場） - 石黒きみまろ 役[43]
- 舞台 京極の轍-京羅戦争編-powered byヒューマンバグ大学（2024年5月17日 - 26日、新宿FACE） - 小湊圭一 役[44]
- 朗読劇舞台「永久保貴一の極めて怖い話 2024」（2024年8月9日、浅草花劇場）[45]
- 舞台『リーマンズクラブ』（2024年9月5日 - 11日、シアターサンモール） - 竹田浩輝 役[46]
- アメツチ公演『アテルイ』（2024年10月9日 - 13日、こくみん共済 coop ホール/スペース・ゼロ） - モレ 役[47]
- 舞台版『武士の献立』味噌版（2024年11月9日 - 17日、草月ホール）- 舟木安信 役
- 舞台『ハイスクール・ハイ・ライフ4』（2025年3月5日 - 9日、ブルースクエア四谷）- エンドウ先生 役
- 劇団壱劇屋東京支部『二対一 -についひとつ-』（2025年3月19日 - 23日、CBGKシブゲキ!!）- 遊佐智 役[48]
- 舞台『THE VILLAINS ~ダークフェルの悪夢~』（2025年7月9日 - 13日、六行会ホール）- 小林芳雄 役
- コメディホラー×朗読歌劇『元彼女夜想曲』（2025年8月24日〈予定〉、草月ホール）[49]

### PV
- UNION「約束の場所へ」ライジング福岡公式応援ソング（2014年）[2][50]

### イベント
- 谷水力 20ｔｈ　Birthday　Event～大人になってもいいですか？？～（2016年10月14日 - 15日、仙川フィックスホール）
- 舞台「あんさんぶるスターズ！オン・ステージ」ＢＤ＆ＤＶＤイベント（2017年1月21日、東京近郊）[51]
- 谷水力 21st Birthday Event ～大人になって1年目！～（2017年10月9日、発明会館 地下ホール）
- 谷水力 22nd Birthday Event～Riki’s Rock Room～（2018年10月8日、仙川フィックスホール）
- STAGE FES 2018（2018年12月31日、大宮ソニックシティ）- 皆瀬友（トモ） 役[52]
- Riki Tanimizu ～1st Birthday Fantour in Chiba～（2019年11月9日 - 10日）
- 谷水力 25.5歳 Birthday Event～半年過ぎてますけど、何か？～（2022年4月2日、労音大久保会館 R's Art Court）
- 谷水力バースデーイベント2024 （2024年12月7日、代々木ミューズホール）

### 書籍
- 谷水力ファースト写真集「RIKI」（2019年8月9日発行、主婦と生活社）ISBN 978-4-391-15354-5

### その他
- MiRAKUU「イケメン俳優の1日保育士体験 vol.15」（2016年）[2]